# マッキントッシュ郡 (オクラホマ州)
マッキントッシュ郡（英: McIntosh County）は、アメリカ合衆国オクラホマ州の東部に位置する郡である。2010年国勢調査での人口は20,252人であり、2000年の19,456人から4.1%増加した。郡庁所在地はユーフォーラ市（人口2,813人）であり、同郡で人口最大の自治体はチェコタ市（人口3,335人）である。

## 地理
アメリカ合衆国国勢調査局に拠れば、郡域全面積は712平方マイル (1,845 km2)であり、このうち陸地620平方マイル (1,606 km2)、水域は92平方マイル (240 km2)で水域率は12.98%である。

### 主要高規格道路
- 州間高速道路40号線
- アメリカ国道69号線
- アメリカ国道266号線
- オクラホマ州道9号線
- オクラホマ州道72号線
- インディアン・ネーション・ターンパイク

### 隣接する郡
- マスコギー郡 - 北、東
- ハスケル郡 - 南東
- ピッツバーグ郡 - 南
- ヒューズ郡 - 南西
- オクフスキー郡 - 西
- オクマルギー郡 - 北西

## 人口動態
以下は2000年の国勢調査による人口統計データである。
| 基礎データ - 人口: 19,456人 - 世帯数: 8,085 世帯 - 家族数: 5,683 家族 - 人口密度: 12人/km2（31人/mi2） - 住居数: 12,640軒 - 住居密度: 8軒/km2（20軒/mi2） 人種別人口構成 - 白人: 72.59% - アフリカン・アメリカン: 4.06% - ネイティブ・アメリカン: 16.20% - アジア人: 0.14% - 太平洋諸島系: 0.03% - その他の人種: 0.35% - 混血: 6.63% - ヒスパニック・ラテン系: 1.27% 言語による人口構成 - 英語: 96.4% - マスコギー語: 1.5% - スペイン語: 1.5% 年齢別人口構成 - 18歳未満: 22.6% - 18-24歳: 6.4% - 25-44歳: 22.3% - 45-64歳: 26.9% - 65歳以上: 21.8% - 年齢の中央値: 44歳 - 性比（女性100人あたり男性の人口） - 総人口: 91.7 - 18歳以上: 89.3 | 世帯と家族（対世帯数） - 18歳未満の子供がいる: 25.6% - 結婚・同居している夫婦: 56.6% - 未婚・離婚・死別女性が世帯主: 10.4% - 非家族世帯: 29.7% - 単身世帯: 26.7% - 65歳以上の老人1人暮らし: 14.5% - 平均構成人数 - 世帯: 2.37人 - 家族: 2.84人 収入と家計 - 収入の中央値 - 世帯: 25,964米ドル - 家族: 31,990米ドル - 性別 - 男性: 27,998米ドル - 女性: 19,030米ドル - 人口1人あたり収入: 16,410米ドル - 貧困線以下 - 対人口: 18.2% - 対家族数: 13.5% - 18歳未満: 24.8% - 65歳以上: 13.3% |

## 都市と町

### 都市
- チェコタ
- ユーフォーラ - 郡庁所在地

### 町
- ハンナ
- ヒチタ
- レンティーズビル
- スティダム

### 国勢調査指定地域
- ダッチェスランディング
- シェイディグローブ
- テキサナ